# M4v
m4v est un format de fichier standard pour l'iPod d'Apple et la PlayStation Portable (PSP) de Sony.
Il existe deux définitions pour le terme m4v :
- Les flux de bits vidéos MPEG-4 bruts (« .mp4 ») sont nommés .m4v.
- Les vidéos téléchargées depuis le magasin en ligne iTunes sont au format m4v, ainsi que les vidéos converties au format iTunes.